# اباالجشيش (ماهلية)

تعديل مصدري - تعديل

اباالجشيش هي إحدى قرى عزلة العمود ال طالب بمديرية ماهلية التابعة لمحافظة مأرب، بلغ تعداد سكانها 29 نسمة حسب تعداد اليمن لعام 2004.